# 한국태양에너지학회
한국태양에너지학회는 태양에너지 이용에 관한 기초와 응용과학 기술의 연구 및 개발 촉진, 국내외 관계기관과의 학술교류 및 정보교환으로 회원상호간의 지식 증진 및 친목 도모, 기타 태양에너지 이용에 관한 과학기술의 발전에 공헌함을 목적으로 1978년 5월 10일 설립허가된 대한민국 미래창조과학부 소관의 사단법인이다. 사무실은 서울특별시 강남구 봉은사로5길 6, 4층 (논현동, 코너빌딩)에 있다.